# Jon Buckland
Jonathan Mark Buckland (* 11. září 1977, Islington, Londýn, Anglie), známý jako Jonny nebo Jon Buckland, je anglický kytarista a hudebník a vedoucí kytarista kapely Coldplay.

## Dětství
Narodil se v Islingtonu (Londýn, Anglie), kde žil do svých čtyř let a poté se jeho rodina odstěhovala do Pantymwynu (severní Wales). V jedenácti letech začal hrát na kytaru. Po střední škole odešel do Londýna studovat astronomii a matematiku na University College London, kde se setkal s budoucími členy kapely Coldplay a kde ji také založili.
Hudebně je ovlivněn například Ericem Claptonem, Georgem Harrisonem, Jimim Hendrixem a kapelou Ride.